# Kuzinellus palitans
Kuzinellus palitans är en spindeldjursart som först beskrevs av Parvez och Mohammad Nazeer Chaudhri 2002.  Kuzinellus palitans ingår i släktet Kuzinellus och familjen Phytoseiidae. Inga underarter finns listade i Catalogue of Life.